# Lincom
Orlando Francisco Pires Júnior, genannt Lincom, (* 17. Februar 1984 in Camapuã) ist ein ehemaliger brasilianischer Fußballspieler. Er spielte auf der Position des Stürmers.

## Karriere
Lincom erhielt seine sportliche Ausbildung u. a. beim erstklassigen Klub SC Internacional aus Porto Alegre. Hier konnte er sich aber nicht entscheidend durchsetzen, so dass er seine Profikarriere bei unterklassigen Vereinen begann. Meist blieb er dort nur eine Saison, so auch ein Jahr beim KVC Westerlo in Belgien. 2015 wurde der Spieler an den SC Corinthians aus São Paulo ausgeliehen, mit dem er nationaler Meister 2015 wurde.

## Erfolge
Corinthians
- Campeonato Brasileiro: 2015

São Caetano
- Staatsmeisterschaft von São Paulo Série A2: 2017